# Laurent Mialon
Pour les articles homonymes, voir Peste (homonymie).
Ne doit pas être confondu avec Disiz la Peste.
Laurent Mialon, plus connu sous le nom de La Peste, est un compositeur et producteur de musique électronique français. Il est le fondateur du label Hangars Liquides. Il vit à Berlin, en Allemagne.

## Biographie
Artiste de musique électronique dite « dure », il devient DJ de techno hardcore et de speedcore en France et en Europe de 1992 à 2000, puis compositeur de speedcore psychédélique et expérimental à partir de 1996,. Il joue dans de nombreuses free parties, teknivals et raves en Europe (notamment le festival Thunderdome en 2000). Il fonde le label Hangars Liquides en 1998.
En tant que designer sonore, il a été manager des musiques à l'antenne d'Eurosport International. Il a aussi été l'auteur de nombreuses signatures sonores, notamment pour Samsung, le Futuroscope, Singapore Airlines, JVC, Dynastar, Nestlé, KIA Motors, LCI, La Corogne, la NBA, et le Comité international olympique.
À la suite de sa rencontre avec le compositeur François Bayle, il intègre en 2002 la classe de musique électroacoustique du Groupe de recherches musicales (GRM), au Conservatoire de Pantin. Sa première œuvre acousmatique en 5+1 (Dolby) sort en 2003 et est intitulée WTC.XTC. Elle a été bien reçue par les critiques de musique contemporaine, notamment David Jisse de France Musique qui déclare « une vraie découverte qui allie la modernité de l'écriture dans un art très sûr de l'acousmatique. C'est assez rare car en général c'est plutôt des logiques un peu trash qui ont tendance à tuer l'ancêtre de ces musiques, il fait une vraie fusion entre le classique de l'acousmatique avec une écriture tout à fait personnelle »[source insuffisante]. De nombreuses œuvres de Laurent Mialon sont diffusées lors d'émissions radiophoniques spécialisées. WTC.XTC est aussi le premier album du label à incorporer un élément de New Media qui consiste en un DVD de vidéos interactives créées par l'artiste multimedia Djehan Kidd. Le CD et le DVD sont entièrement créés avec des programmes de la marque Apple, ce qui vaut au disque de recevoir un article[source insuffisante] du rédacteur en chef Laurent Clause sur le magazine SVM Mac.
Hormis les sons qu'il enregistre à l'aide de microphones, Laurent Mialon n'utilise pas de samples provenant de musiques d'autres compositeurs. Il dit être influencé par les œuvres et la pensée de compositeurs de musique acousmatique et de musique stochastique, tels que François Bayle, Bernard Parmegiani et Iannis Xenakis.
Sur son label Hangars Liquides, il produit de nombreux artistes français et internationaux tels que Jan Robbe, Ewen Chardronnet ou encore Venetian Snares. Laurent Mialon est l'instigateur d'un nouveau courant d'avant garde des musiques électroniques, le flashcore dont il écrit le manifeste. Dans le cadre d'une thèse de doctorat sur les musiques d'avant-garde à la Keele University, Dr. Jon Weinel (PhD) suit le travail de Laurent Mialon sur le Flashcore pendant plusieurs années,,. Son style influence des artistes de la scène électronique à travers le monde, à ce propos en 2015, le groupe de musique électronique The Sprawl déclare que le style de Laurent Mialon est un point de référence pour eux. Le public définit le flashcore comme « une forme de musique électronique d'avant-garde qui se situe entre, l'industrial noise, la musique électroacoustique, et le speedcore. »
Le terme le plus communément utilisé par son public pour qualifier ses compositions est leur violence. À ce propos, Yoni Khan du magazine français Coda Magazine le décrit comme le « musicien français le plus violent »[source insuffisante]. Artiste underground, il est présent sur les médias de contre-culture comme le magazine satirique ZOO qui lui consacre une interview avec le philosophe Yann Kerninon. Le socio-anthropologue Michel Van Grevelingue mène ses recherches pendant plus d'un an autour de Laurent Mialon pour l'écriture de son livre Profil Hardcore, à propos de Laurent Mialon il déclare « il est une partie de l'enquête. Sans Laurent je n'aurais jamais pu aller si loin, et j'espère, si bien. ».
En 2007, ses compositions deviennent totalement expérimentales, et il étend les disciplines artistiques du label Hangars Liquides au New Media Art. La même année l'association Hangars Liquides parait au journal officiel avec pour but la « création, la diffusion et la promotion de toute forme d'art », le label devient alors une plateforme de création multimédia. Laurent Mialon compose le design sonore de Hangars Liquides VR (VR étant les initiales du terme anglais Virtual Reality, Réalité virtuelle en français), qui devient un des acteurs français majeur de création et de vente d'applications de Réalité virtuelle compatible avec l'Oculus Rift. Hangars Liquides VR héberge les étudiants de la classe de New Media Art de l'Académie des arts de Chine de 2008 à 2012. Toutes les interfaces de Réalité virtuelle produites par Hangars Liquides VR diffusent en continu la musique de Laurent Mialon via la web radio de Hangars Liquides depuis 2007. Il vit actuellement à Berlin, et il consacre son temps à la composition sur synthétiseur modulaire.

## Discographie

### Compositions
- 1998 : Untitled / Hangars Liquides No 3[20]
- 1998 : Astrophysique des entonnoirs / Hangars liquides No 5[21]
- 1998 : Horde Liquide No 2 (EP)
- 1999 : Spanking Sounds Better With You
- 2000 : Sexe / Mort / Hangars Liquides No 13[5]
- 2001 : Reverse No 009 / Reverse Records[22]
- 2001 : Reverse No 010[22]
- 2001 : Untitled / Hangars Liquides No 21
- 2003 : morceau F-117 Crash / Extreme Electronics And Splintered Beats / Darkmatter Soundsystem – DMCD 001
- 2005 : WTC.XTC (CD + DVD) / Hangars Liquides No 23[7]
- 2005 :Untitled (12") / Hangars Liquides No 26[23]
- 2006 : Untitled (12") / Hangars Liquides No 24[16]
- 2007 : Safety First (12") / Praxis No 43
- 2007 : morceau A4 / Parazit – YB 70-16 2×12[22]

### DJ Mixes
- Drug Store Core Boy / K-Bal Sound System
- Overdruggfuture / Not On Label
- Coïtrashcore A Corps / La Horde Des Démons (1997)
- Untitled / TNT Cosmos[24] (1998)
- Suicide Collectif : L'histoire dont tu es le héros / Imachination Recordings (1998)

### Productions
- Hardcore Fever - Extrem Mission Vol. 3 (12") / E Child (1996)
- Hardcore Fever - Extreme Mission Vol. 3 (CD) / Pterodaktyl's Orgasma / Omnisonus (1996)
- Hardcore Fever - Extrem Mission Vol. 4 (CD) / Last Sweet DAT / BMG (1997)
- Sampler 1997 - Techno House Explorations (CD) / Last Sweet DAT / Omnisonus (1997)
- EP (7") / Horde Liquide 1 / Putride Deglutition (1999)
- Catalogue Hangars Liquides avec les artistes EPC, XKV8(Ewen Chardronnet), Helius Zhamiq(K-Bal), Cytochrome C, Noize Creator, Joker, Bombardier (Jason Snell), Al Zheimer, Fist of Fury, Senical(DJ choose), Attila, I:gor, Malaria, Neurocore, Venetian Snares, Djehan Kidd, Jan Robbe et Sedarka.